# Juan Gallastegui Roca
Juan Antonio Gallastegui Roca (Castro Urdiales, Cantàbria, 1979) és un músic, compositor i director d'orquestra càntabre, establert als Estats Units d'Amèrica.

## Biografia
Va néixer a Castro Urdiales (Cantàbria) en 1979. És el menor de set germans. És fill del músic Juan Antonio Gallastegui Ruiz, d'origen basc de Vitòria (País Basc), qui va ser membre de la Banda Municipal de Música de Castro Urdiales.
Va començar els seus estudis de música a Castro Urdiales en 1989. Va ser membre de la Banda Municipal de Música de Castro Urdiales com a bombardí principal entre 1990 i 2012, de la qual també van formar part el seu pare i el seu oncle. En 2003 va ser cofundador de l'Associació Banda de Música de Castro Urdiales.
Va obtenir el títol superior de tuba i el títol superior de pedagogia de la tuba en el Conservatori Superior de Música de Navarra en 2010. Es va llicenciar en Història i Ciències de la Música en la Universitat de La Rioja en 2011. Posteriorment va realitzar un postgrau en estètica de la direcció d'orquestra en la Universitat Transsilvània de Brașov (Romania) en 2013.
En 2010 va dirigir la Banda Simfònica Municipal de Huelva (Huelva) i en 2012 va ser director de la Camerata Antonio Soler de San Lorenzo de El Escorial (Madrid) durant alguns concerts. En 2013 va exercir com a director de l'Orquestra Filharmònica Estatal de Brașov (Romania).
En 2014 va obtenir la Beca d'Excel·lència Rafael del Pino atorgada per la Fundació Rafael del Pino per a estudis de postgrau a l'estranger. Va realitzar un màster en direcció d'orquestra en el Bard College de Nova York en 2015.
Durant la seva etapa de formació en el Bard College va ser director assistent de l'orquestra Bard College Conductors Institute Summer Orchestra i de la Conservatory Orchestra, tenint com a mentor al director d'orquestra estatunidenca Harold Farberman.
Al març de 2015 va dirigir el re-estreno de l'òpera Medea d'Harold Farberman, la primera interpretació de l'obra des de la seva estrena en 1963.
Gallastegui va ser alumne del mestre Enrique García Asensio, que va ser deixeble i director assistent de Sergiu Celibidache. A més de García Asensio, Gallastegui també va estudiar amb mestres com Harold Farberman, Jorma Panula, Apo Hsu, Lawrence Golan, Mark Gibson i Leon Botstein, entre d'altres.
En 2017 es va doctorar en musicologia en la Universitat de La Rioja amb la tesi «Fenomenología de la música de Sergiu Celibidache y su influencia en la dirección de orquesta en España», dirigida Thomas Schmitt, una tesi sobre Sergiu Celibidache, un dels directors d'orquestra més influents en la tècnica de direcció usada a Espanya.
A més, Gallastegui també va cursar un postgrau en direcció d'orquestra a la Juilliard School.

## Trajectòria
En 2016 va ser bombardí principal de l'orquestra Nova York Wind Symphony de Nova York, convidat pel director d'orquestra neerlandès Johan de Meij.
Entre 2016 i 2017 va ser director de l'orquestra Loudoun Symphony Orchestra de Ashburn (Virgínia, EUA).
Al setembre de 2019 Gallastegui va ser director convidat per a dirigir el concert d'obertura de la 5a temporada (2019-2020) de l'Orquestra Simfònica Accord (orquestra de la DC Strings) de Washington D. C. (EUA). El concert va tenir un notable èxit i a l'octubre de 2020 va ser nomenat director titular de l'orquestra simfònica de la capital nord-americana. Com a director de l'Orquestra Simfònica Accord, en 2021 va dirigir entre altres el concert del compositor espanyol Jorge Tabarés amb l'obra Dues danses hispanes.
En 2022 Gallastegui va ser convidat per a dirigir la Banda Simfònica de Musikene (País Basc), en la qual ell mateix va tocar com a músic fa anys.
Al gener de 2019 Gallastegui es va convertir en director musical de la banda Rockville Concert Band de Rockville (Maryland), després de ser elegit per la banda i després d'un notable èxit dirigint un dels seus concerts com a director convidat, i al setembre de 2020 va ser nomenat oficialment director musical titular, convertint-se en el 6è director musical (titular) de la banda Rockville Concert Band. Com a director musical, va impulsar i va dirigir diferents produccions musicals, entre elles la producció musical "The Year 2020" el 2022, una peça sobre les conseqüències de la pandèmia de la COVID-19 i per honrar i commemorar tots aquells afectats per la pandèmia, una peça composta pel compositor neerlandès Johan de Meij. L'obra va ser dirigida per Gallastegui i es va estrenar el març del 2022 al Teatre F. Scott Fitzgerald de Rockville (Maryland). El mateix Gallastegui va declarar que «escoltar música també pot ser com una teràpia. La música ens pot ajudar a tots a seguir endavant. La música ve a ajudar les persones, a ajudar-les en el procés de guariment, en el període de reflexió».
En 2023 va ser elegit director musical de la banda simfònica Rogue Valley Symphonic Band (RVSB) de Ashland (Oregon, EUA). Des del 2024 és el director executiu de l'orquestra simfònica Bremerton WestSound Symphony de Bremerton (Washington, EUA).
Gallastegui és membre del Conductors Guild, de la League of American Orchestras i de la American Musicological Society.
Des de 2013 està establert als Estats Units d'Amèrica, on resideix des de llavors.

## Vida privada
Actualment resideix als Estats Units d'Amèrica. Està casat amb la directora d'orquestra estatunidenca JoAnna Cochenet. El 2021 es va naturalitzar estatunidenc, sent actualment espanyol i estatunidenc.

## Orquestracions[calcitació]
Per a orquestra:
- 2012, "Die Lotosblume" (orquestra de cordes) i "Aus dem Schenkenbuch im Divan" (orquestra simfònica) de Robert Schumann.
- 2011, "Liebst du um Schönheit" (orquestra de cordes) i "Nicht wiedersehen!" (orquestra simfònica) de Gustav Mahler.

Publicats per la Universitat de Navarra i interpretats per l'Orquestra Simfònica de Navarra.
Per a orquestra de vent:
- 2003, Rèquiem de Wolfgang Amadeus Mozart.

## Publicacions[calcitació]
- 2023, Maximizing Conducting Technique with Embodied Music Cognition Theory: A Comprehensive Guide.
- 2023, Unpacking the Link Between Embodied Music Cognition and Sergiu Celidache's Phenomenology of Music.

## Premis i reconeixements
- 2014, Beca d'Excel·lència Rafael del Pino
- 2013-2014, Beca de Direcció d'Orquestra del Bard College